# Ярема Олександр Богданович
Олександр Богданович Ярема (нар. 12 жовтня 1948, с. Полоничі Буський район, нині Золочівського району, Львівської області) — львівський архітектор, Заслужений архітектор України, Народний архітектор України.

### Біографія
Народився 12 жовтня 1948 року у селі Полоничі Буського району (нині Золочівського району), Львівської області.
У 1972 році закінчив Львівський політехнічний інститут. Спеціальність — архітектор.
Здійснював комплексні проєкти реконструкції центральних площ у містах Західної України, створення пішохідних зон, на його рахунку проєкти реставрації, реконструкції та відновлення пам'яток національної спадщини України.
Також працює в жанрі графіки та живопису.
З 2008 по 2017 обіймав посаду голови Львівської спілки архітекторів Національної Спілки Архітекторів України.

## Громадська діяльність
- Віце-президент Національної спілки архітекторів України (НСАУ) у 2010—2018 роках;
- Голова Львівської обласної організації НСАУ у 2008—2017 роках[2][3];
- Член Правління та член ревізійної комісії ЛОО НСАУ;
- Член Правління Ліги творчої інтелігенції Львівщини;
- Член Національної спілки журналістів України;
- Член правління суспільно-культурного товариства «Надсяння»;
- Член містобудівної ради при департаменті містобудування і архітектури Львівської ЛОДА.

## Нагороди і відзнаки
- орден «За вірність» ім. В. Стуса (посвідчення № 128 згідно розпорядження ЛОІППО «Меморіал» № 83 від 26.04.2001 року);
- почесна відзнака Львівської обласної ради «XXX років Незалежності України» № 321;
- лауреат обласної премії у галузі культури, літератури, мистецтва, журналістики та архітектури в номінації «Архітектура імені Івана Левинського» за 2014 рік;
- учасник Конкурсу «DOM 2014» у м. Любліні (Польща) в складі творчого колективу;
- представлений проєкт «Бізнес-центр „RIUS“» (2-ге місце);
- грамота Верховного Архиєпископа Києво-Галицького Святослава від 10.05.2012 ПГ 12/073;
- подяка Ігоря Архиєпископа і Митрополита Львівського УГКЦ від 18.08.2016 АВ 16/627;
- благословенні грамоти Єпископа Макарія УАПЦ за 1998, 2012, 2016, 2018, 2020 років;
- грамота-благословіння Єпископа Жовківсько-Сокальського Михаїла Колтуна.
- подяка Голови ЛОДА п. О. Синютки (2017 рік);
- почесна Грамота Голови ЛОДА п. М. Мальського (2019 рік);
- грамоти і дипломи Національної Спілки архітекторів України за 2008, 2013, 2016, 2018, 2022 роки;
- почесна Грамота Харківської обласної організації НСАУ від 26.06.2012 року;
- почесні Грамоти від суспільно-культурного товариства «Надсяння» за 2009, 2018 роки.

## Проєкти
- Пам'ятник Тарасу Шевченку у місті Броди (1993; співавтор — скульптор Богдан Романець)[4];
- Пам'ятник Тарасу Шевченку у селі Демня[5];
- Церква Непорочного Зачаття Пресвятої Богородиці на вулиці Білогорща у Львові;
- Пам'ятний знак депортованим українцям;
- Пам'ятник Юрію Змієборцю (Охоронцям української державності)[6] на площі Генерала Григоренка у Львові (1999; співавтори — скульптори Андрій та Володимир Сухорські; конструктори З. Бліхарський та Б. Ониськів; відлитий на ЛЕКСФ)[7]
- Пам'ятник Блаженному священномученику Омеляну Ковчу у місті Перемишляни, виготовлений з бронзи та 2,5 метри у висоті (2012; співавтори — скульптор Володимир Одрехівський та архітектори Олександр Лібич, Денис Белюх і Олександр Матушков)[8];
- Гробівець Івана Самотоса та його родини на Личаківському цвинтарі у Львові (2016)[9].

## Публікації
- 2005 — «Спорудження церков під пильний нагляд», стаття блог О. Яреми.[10]
- 2019 — «Оптимізм і песимізм: буття і архітектура»[11]
- 2020 — «Якщо не будемо зберігати традиції, ми просто зникнемо»[12]
- 2022 — «Ярослав Новаківський: минуле і сьогодення»[13]
- 2022 — «Підсилення нашої боротьби з ворогом»[14]
- 2022 — «Українська народна казка надихає на перемогу»[15]

## Галерея робіт

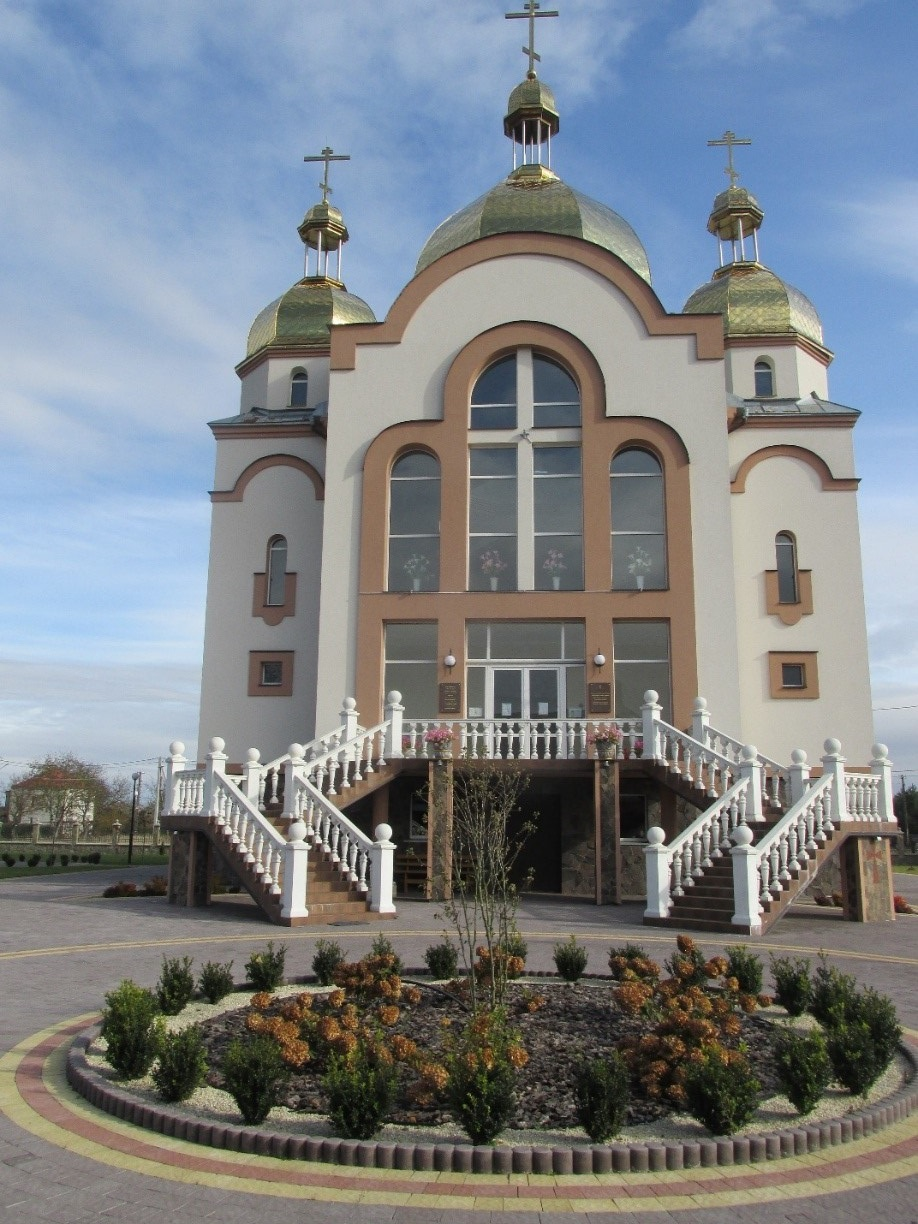
Церква Успіння Пресвятої Богородиці ПЦУ в Чишках (реставрація)
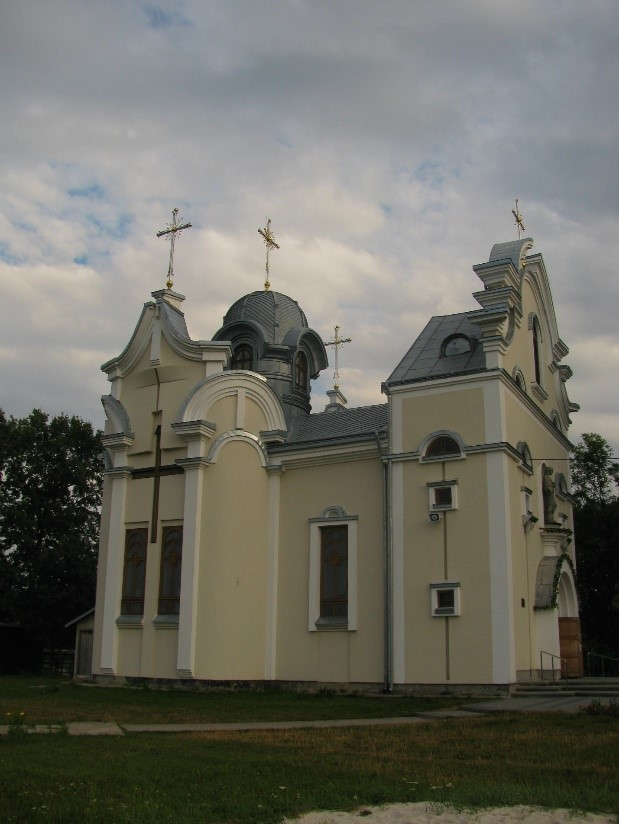
Церква Петра і Павла УГКЦ у Рясному (Львів)
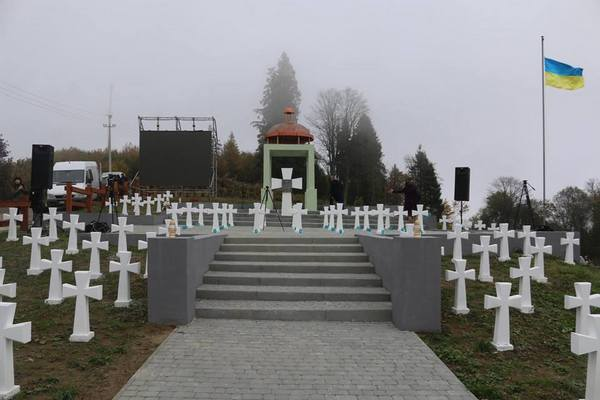
Меморіал на честь захисників Карпатської України
Пам'ятник Т. Г. Шевченку на площі Ринок у Бродах
Пам'ятник Юрію Змієборцю (Охоронцям української державності) у Львові
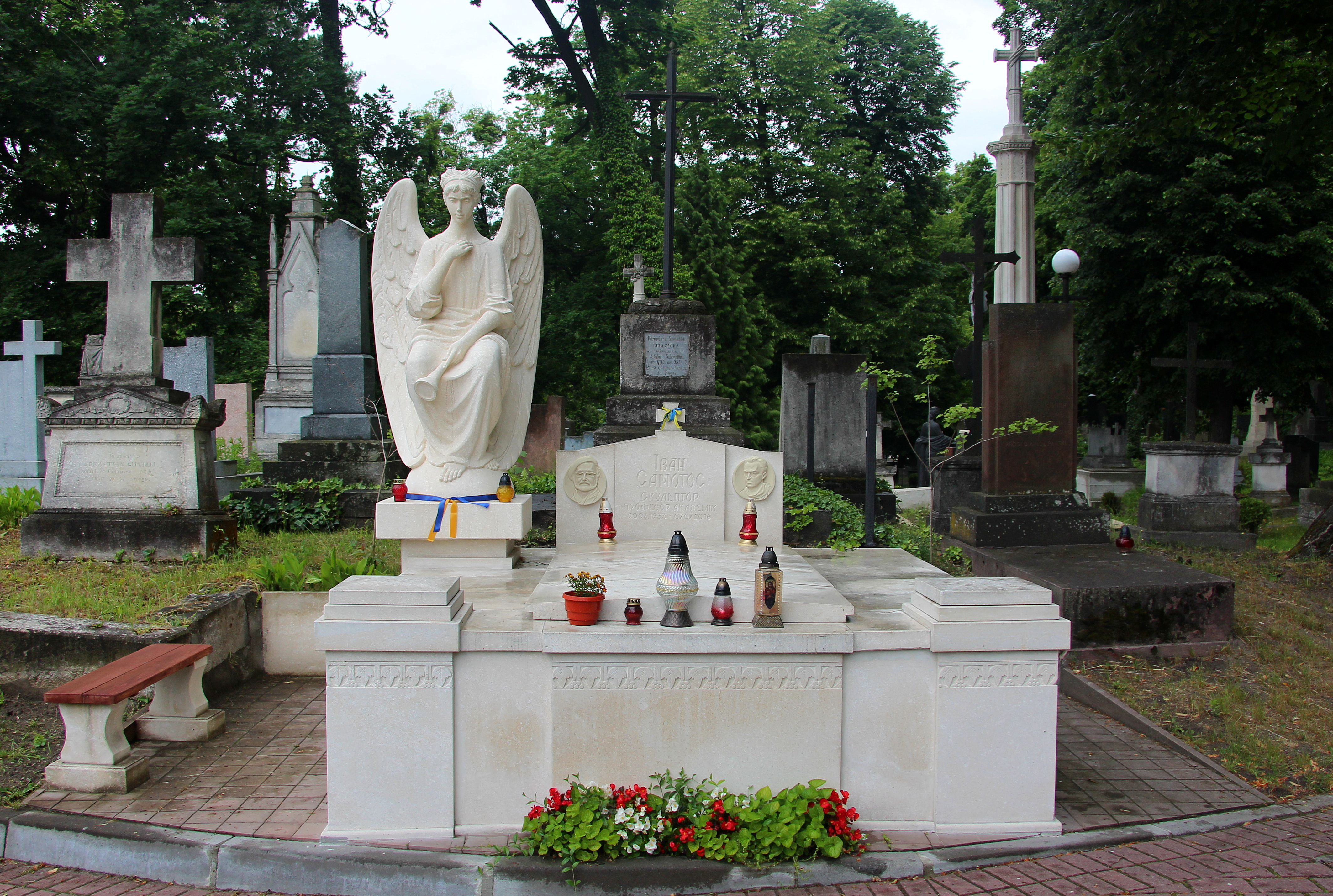
Гробівець Івана Самотоса та його родини на Личаківському цвинтарі у Львові